# 8P8C

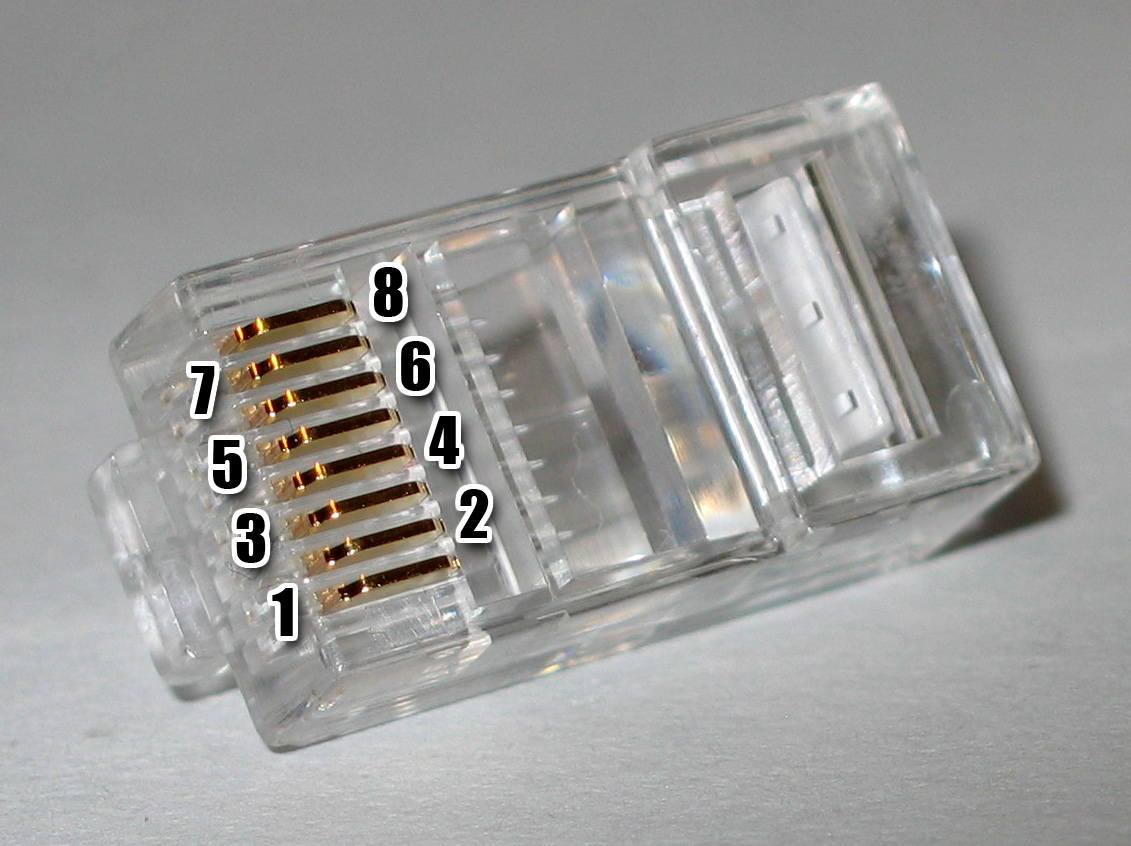
Conector 8P8C (popularmente RJ45).

8P8C é um conector modular usado em terminações de telecomunicação e popularmente denominado RJ45. Os conectores 8P8C são usados normalmente em Cabo de par trançado. Estes conectores são frequentemente associados ao conector RJ45 plug and jacks. Embora amplamente utilizado no mercado, a terminologia técnica RJ45 tecnicamente estaria incorreta, porque no padrão de especificação RJ45 a interface mecânica e o esquema de instalação elétrica são diferentes.
Este conector é mais conhecido por ligar cabeamentos de Ethernet tendo cada um 8 condutores. Aproximadamente desde 2000 é utilizado como conector universal para os cabos que compõem uma rede Ethernet, mas possui também outras utilizações.
Os conectores 8P8C substituíram muitos outros velhos padrões por causa do seu menor tamanho e pela facilidade de conectar e desconectar. Os conectores antigos geralmente eram utilizados devido a antigos requisitos de corrente e tensão elevados.
As dimensões e formato de um 8P8C são especificados pela norma ANSI/TIA-968-A. Esse padrão não usa o termo 8P8C e cobre mais do que o conector 8P8C.
Para aplicações de comunicação de dados (LAN, cabeamento estruturado) a norma internacional IEC 60603 especifica nas partes 7-1, 7-2, 7-4, 7-5 e 7-7 não somente as mesmas dimensões, como também especifica os requisitos de blindagem para trabalho em alta-freqüência, versões que trabalham em até 100, 250 e 600 MHz.

## Cabeamento
O padrão mais usado para assinalamento de pinos e cabos é o TIA/EIA-568-B.
Quando a terminação do cabo segue padrão T568-A numa ponta e T568-B na outra, ele recebe o nome de crossover. Esse cabo era comumente usado para ligar switch para outro switch, ou roteador para outro roteador, antes do advento do auto-MDI/MDIX.

## RJ45[1][2]
O padrão Registered jack (RJ) especifica o RJ45 como um conector físico e seus cabos. O RJ45 verdadeiro usa um conector especial 8P2C, com os pinos 5 e 4 ligados ao TIP e RING e os pinos 8 e 9 ligados a uma resistência. O intuito era para utilização em modems de alta velocidade, mas é obsoleto hoje. Quando as pessoas olhavam o conector do telefone na parede já associavam o nome RJ45, quando passaram a ver conectores parecidos para os computadores passaram a chamá-los também de RJ45. Daí, esse conector ser chamado popularmente de RJ45 e associado diretamente ao cabeamento de computadores.